# Basilica dei Santi Nicandro, Marciano e Daria
La basilica dei Santi Martiri Nicandro, Marciano e Daria, è un edificio di culto posto all'ingresso orientale della città di Venafro, provincia di Isernia. Il complesso è gestito dal XVI secolo dai Frati Minori Cappuccini che risiedono dell'adiacente convento.

## Il culto di San Nicandro a Venafro
Una passio di Nicandri et Marciani indica il giorno del martirio 17 giugno, ma evita di citare il luogo e l'anno, ma il Martirologio Gerolimiano indica la località Dorostoro nella Mesia. I codici E e D Gerolimiano attribuiscono a Capua il luogo del martirio, mentre un'altra Passio indica Venafro, con luogo di sepolture dei corpi. La Passio del XII secolo di Pietro Diacono distingue sotto il vescovo di Capua Adenolfo il martire Nicandro, morto ad Atina nel 273, e un altro a Dorostoro nel 302 d.C. I martiri, come Nicandro e Marciano, uccisi presso il Danubio, nell'epoca del IV secolo iniziarono ad essere venerati anche in Italia: si fa cenno in quest'epoca di una chiesa dedicata a San Nicandro a Ravenna, nonché ai casi dei martiri di questa provincia orientale, dove i soldati romani di convertivano al cristianesimo, subendo il martirio. Immessi nel culto locale ortodosso, i monaci basiliani di rito greco nella metà dell'VIII secolo, sotto l'imperatore Leone III Isaurico furono coinvolti nella lotta iconoclastica, e vennero costretti ad abbandonare la terra di Costantinopoli, insieme alle varie reliquie che erano minacciate di distruzione. Queste emigrazioni giustificherebbero la presenza greca a Venafro già nel VI secolo, e la costruzione di chiese come San Nicola dei Greci, distrutta nel XV secolo.
Le reliquie e il culto di San Nicandro a Venafro sarebbero state traslate in città nell'VIII secolo, per mezzo dei monaci Basiliani, che eressero la chiesa del Santo, e l'abbazia di Santa Croce, che venne distrutta nel XV secolo. Del resto il sarcofago nel quale oggi sono custodite le spoglie, formato da una semplice e rozza cassa senza decorazioni, ricavata da un antico unico monolito, vale a testimoniare l'antica datazione della traslazione delle reliquie in Molise. Sul sepolcro del martire, prima del 955, i monaci basiliano eressero la chiesa, alla periferia di Venafro, menzionata nel Chronicon Volurnense, a proposito di una donazione fatta dai longobardi all'abate Giosue di San Vincenzo al Volturno, e da quest'epoca in poi il culto del santo divenne sempre più fiorente presso i pellegrini che da Venafro dovevano recarsi a Benevento o Caserta. Nel 1268 per la battaglia di Tagliacozzo, Carlo I d'Angiò si sarebbe fermato in preghiera nella chiesa, così come papa Nicolò IV, che nel novembre 1290 concesse l'indulgenza ai visitatori della chiesa.

## Storia della basilica e dell'adiacente convento
La chiesa fu officiata dai Basiliani sino al 1554, quando papa Sisto V abolì l'ordine, e per molti anni la chiesa venne abbandonata fino alla venuta dei Cappuccini a Venafro, nel 1573. La chiesa divenne il nuovo convento dei Frati Minori Cappuccini, e il primo rettore fu Padre Giovanni Maria da Tusa. Fu il decimo convento della provincia cappuccina di Sant'Angelo, papa Gregorio XIII con la bolla del 1577 affidava la chiesa ai Padri, che vi rimasero sino al 1811, anno di soppressione di quest'ordine con le leggi francesi, ma fu riaperto nel 1816. Nel 1867 fu nuovamente chiuso con le leggi piemontesi, e la struttura conventuale passò al Comune di Venafro, che lo utilizzò come cimitero pubblico. Nel 1870 la custodia venne ridata ai Cappuccini nella persone di Padre Clemente da Morcone. In questo periodo, a cavallo tra Ottocento e Novecento, il convento ospitò anche il giovane Francesco Forgione, futuro padre Pio da Pietrelcina, nel periodo della malattia. Padre Pio sarà anche rettore della chiesa di Santa Maria del Monte presso il castello Monforte a Campobasso, e partecipò ai capitoli provinciali del convento di San Giovanni del Gelsi.
Nel periodo del fascismo il convento venne ampiamente rifatto nell'esterno, con il restauro della facciata romanica, e l'aggiunta di altri ingressi, e la ricostruzione totale del campanile a torre, mentre gli ambienti conventuali venivano ammodernati.

## Descrizione
La chiesa ha impianto rettangolare con facciata romanica a salienti, in pietra concia ridipinta di bianco, portale centrale ad arco a tutto sesto, con mosaico moderno a fondo dorato, sovrastato al centro della stessa da un rosone a raggiera originale. Il campanile a vela originalmente sovrastava la facciata, mentre oggi è una torre quadrangolare in pietra e cemento, sormontata da cuspide piramidale. Il piazzale è decorato da una croce stazionaria ricavata da una colonna d'epoca romana, il convento quadrangolare si trova sulla destra, al centro ornato da chiostro ad archi a tutto sesto con pozzo centrale.

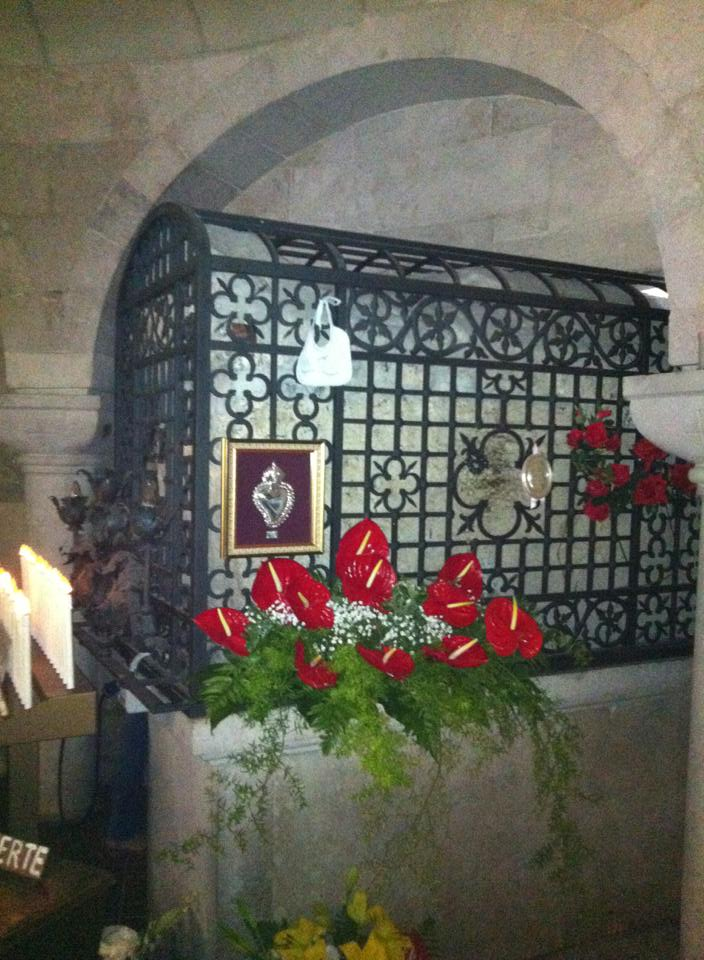
Cripta del santuario con sarcofago

La chiesa internamente è rettangolare, a due navate tardo barocche, con la partitura a stucchi rifatta nella metà dell'800. Nella navata laterale si trova un Crocifisso ligneo del XIV secolo, tutta la parte absidale è stata ornata da un grande coro ligneo intarsiato con tabernacolo d'altare, opera settecentesca del Frate Berardino da Mentone. La parte centrale del tabernacolo accoglie l'architettura a tempietto classico, con tele e tavole nelle nicchie: di interesse la pala centrale di Dirk Hendricksz (detto Teodoro d'Errico) della Vergine col Bambino tra San Francesco e San Nicandro. Al di sotto dell'altare si trova la cripta rifatta, che ospita il sarcofago originale, riscoperto nei primi anni del Novecento. Infatti i frati Leone Patrizio e Francesco Angelantonio Carusillo, nel dicembre 1930, dettero avvio a degli scavi, partendo dall'altare maggiore che era stato murato in epoca di soppressione del convento, e venne ritrovato il sarcofago, risistemato nella nuova cripta del 1933 dal lavoro dello stesso Padre Guglielmo da San Giovanni Rotondo, retto del convento in quegli anni.
Presso il tabernacolo ci sono le nicchie di San Fedele di Sigmaringa e San Felice da Cantalice, nella parte superiore c'è il ritratto di San Michele, ai lati due lunette con figure francescane di San Bonaventura da Bagnorea e San Ludovico di Tolosa. Presso la cripta, posta al di sotto dell'altare maggiore, si trova la tomba in pietra di San Nicandro, del IV secolo d.C., dalla quale periodicamente trasuda un liquido chiamato "santa manna".

## Festa di San Nicandro a Venafro

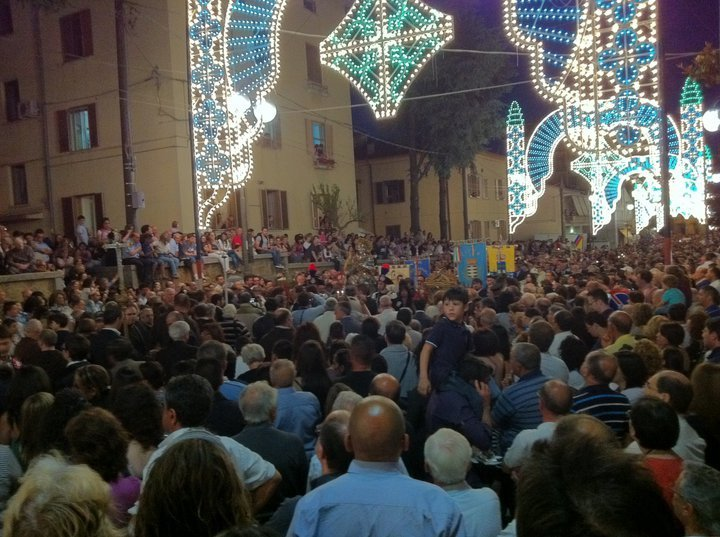
Processione dei Santi Martiri a Venafro

La festa in onore è molto sentita a Venafro, e si estende anche nella provincia di Foggia per devozioni. I festeggiamenti si protraggono dal 16 al 18 giugno, con avvio alla mezzanotte del 15. La solenne processione del 16 vede l'uscita del busto argenteo reliquiario e delle altre reliquie dei Santi Martiri dalla chiesa dell'Annunziata, posta nel centro storico della città, fino alla basilica, dove si svolgono i vespri cantati dal vescovo. Il 17 è il giorno del ricordo del martirio, con numerose messe e il solenne pontificale con la consegna delle chiavi e dei ceri del sindaco alla "figura" di San Nicandro. Il 18 si celebrano altre messe, ma il simbolo finale dei festeggiamenti è la processione serale caratterizzata dalla partecipazione di migliaia e migliaia di persone e dal canto corale dell'inno dedicato ai Santi Patroni.